# 郭良 (天順進士)
郭良（1425年—？），字克忠，山東東昌府館陶縣人，明朝政治人物。進士出身。

## 生平
山東鄉試第十七名。天順元年（1457年）丁丑科會試第一百一名，殿試登進士第三甲第一百六十二名。

## 家族
曾祖郭彥才。祖父郭鵬飛。父亲郭惟貞。